# Hagelberg
Hagelberg, niet te verwarren met het dorpje Hägelberg in het Schwarzwald, is de naam van zowel een berg als dorp in het gebied Fläming in de Duitse deelstaat Brandenburg. Het dorp Hagelberg is een wijk in de districtsstad Bad Belzig in het district Potsdam-Mittelmark. De Hagelberg is met 200 m het hoogste punt van de Fläming en is het op twee na hoogste punt in Brandenburg. Tot 2006 dacht men dat dit 201 m was.

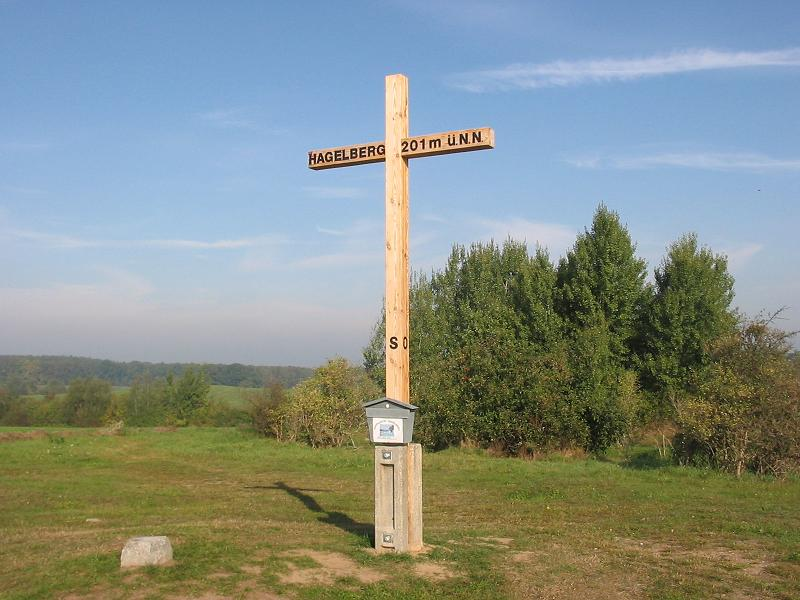
Kruis op de top van de Hagelberg (nog met de verouderde hoogteaanduiding)

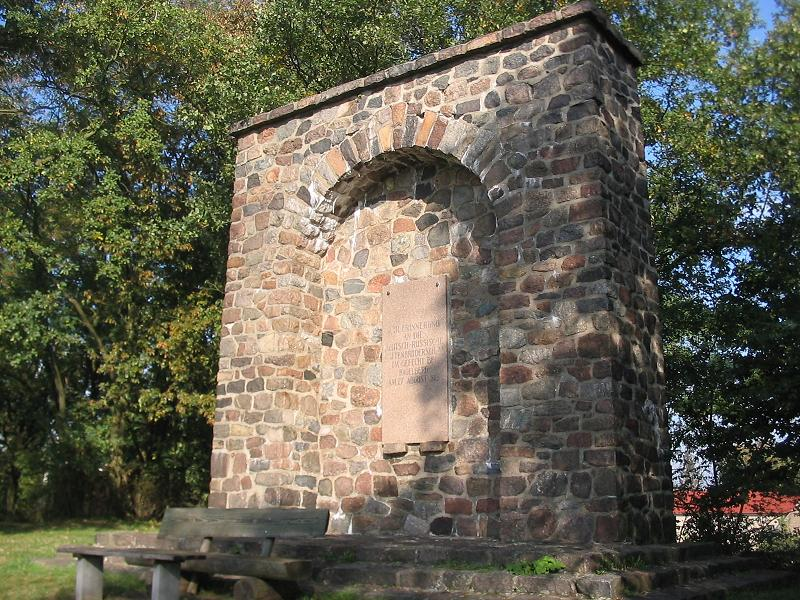
Nieuw monument uit 1955

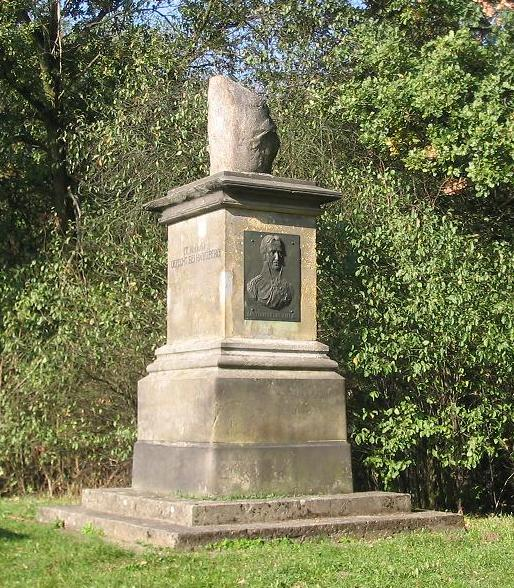
Oud monument uit 1849

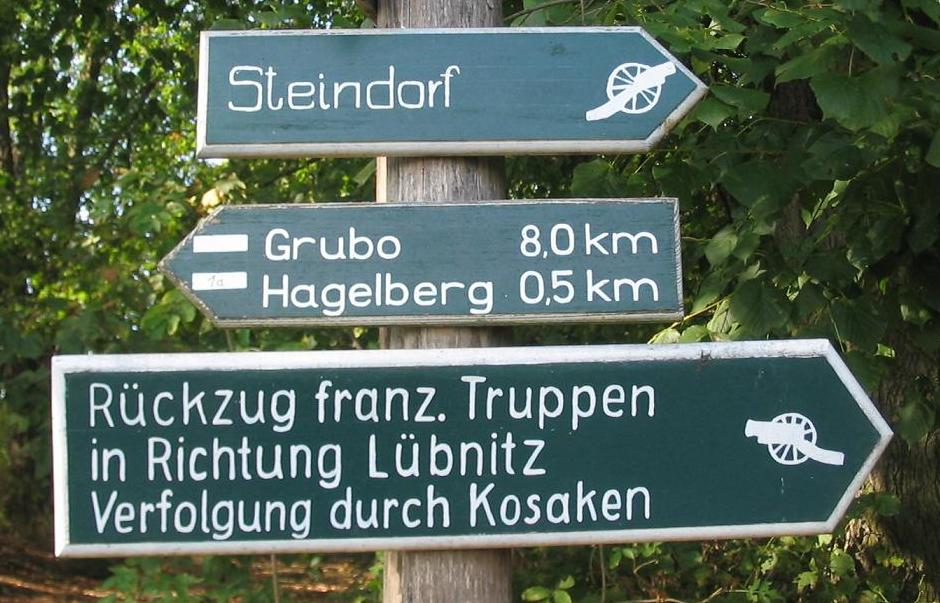
Een van de vele verwijzingen naar de Slag bij Hagelberg

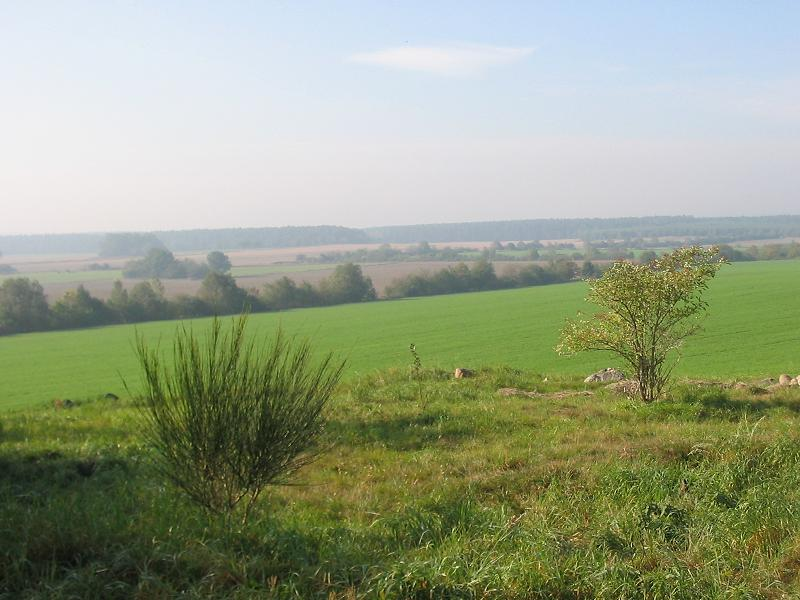
Zicht vanaf de berg over de Fläming

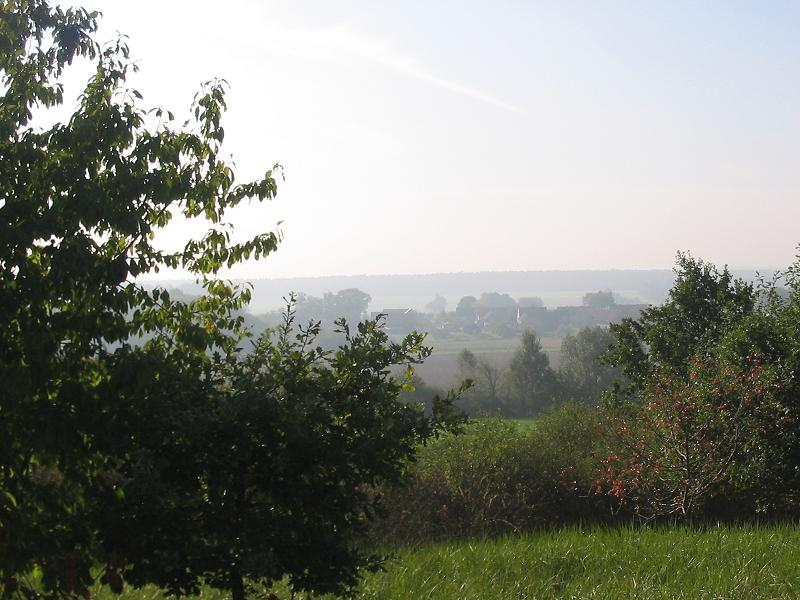
Zicht in oktobermist richting Klein-Glien

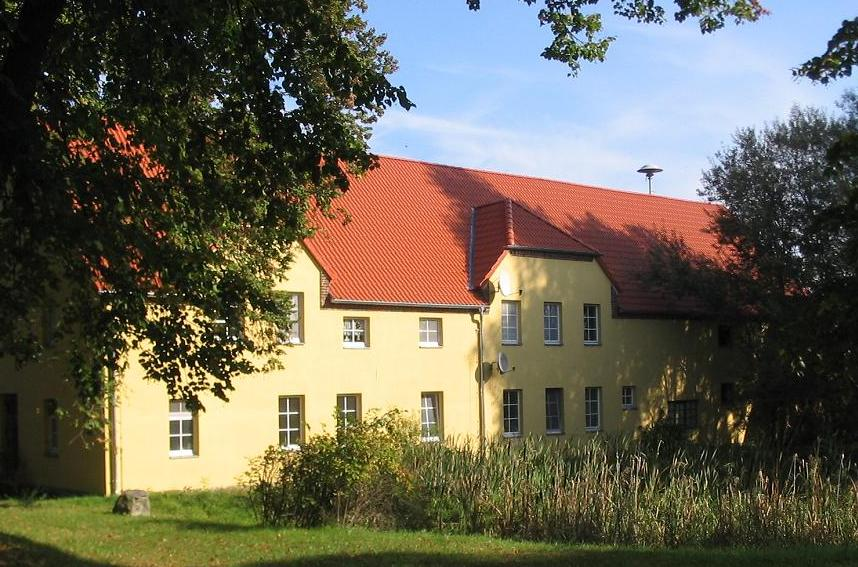
Gutshaus Hagelberg

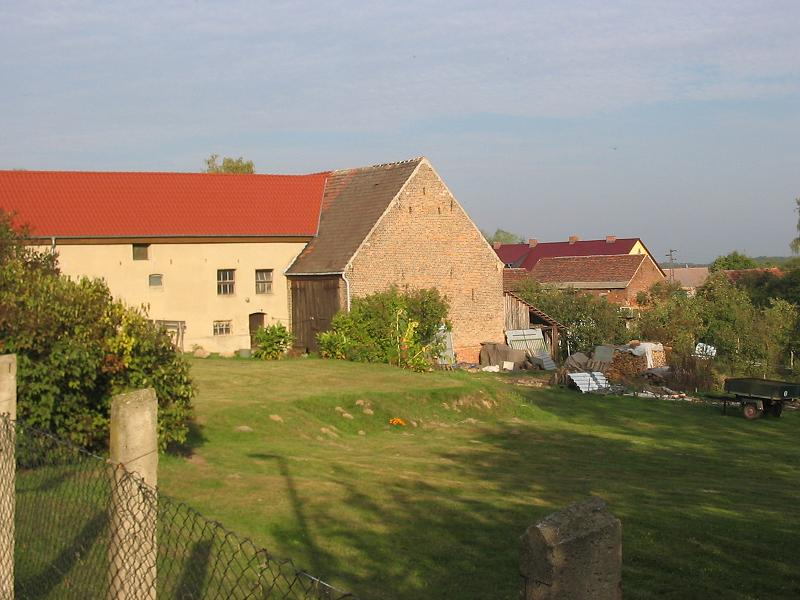
Hof in Hagelberg

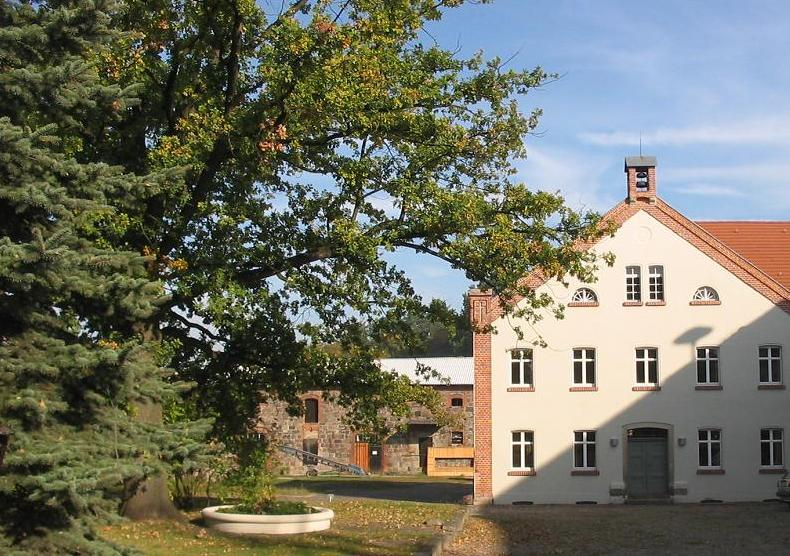
Gutshof Klein-Glien

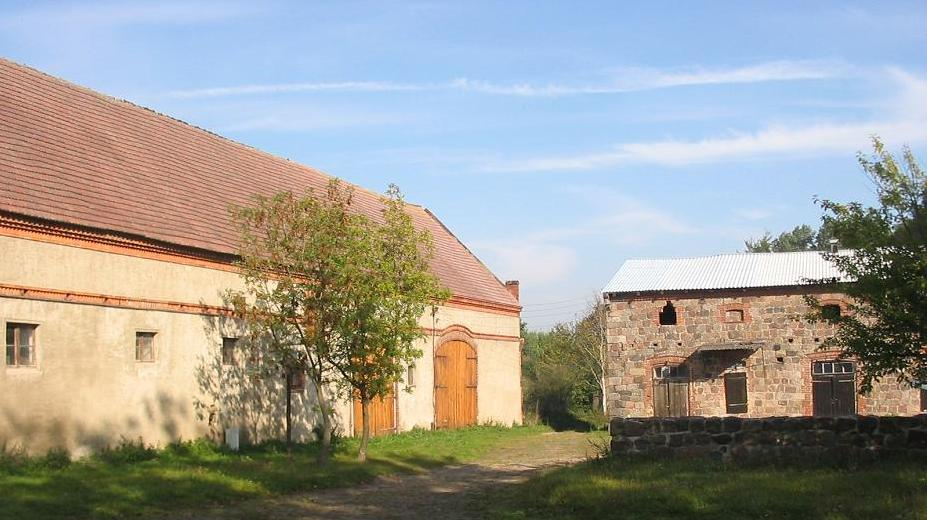
Gutshof Klein-Glien

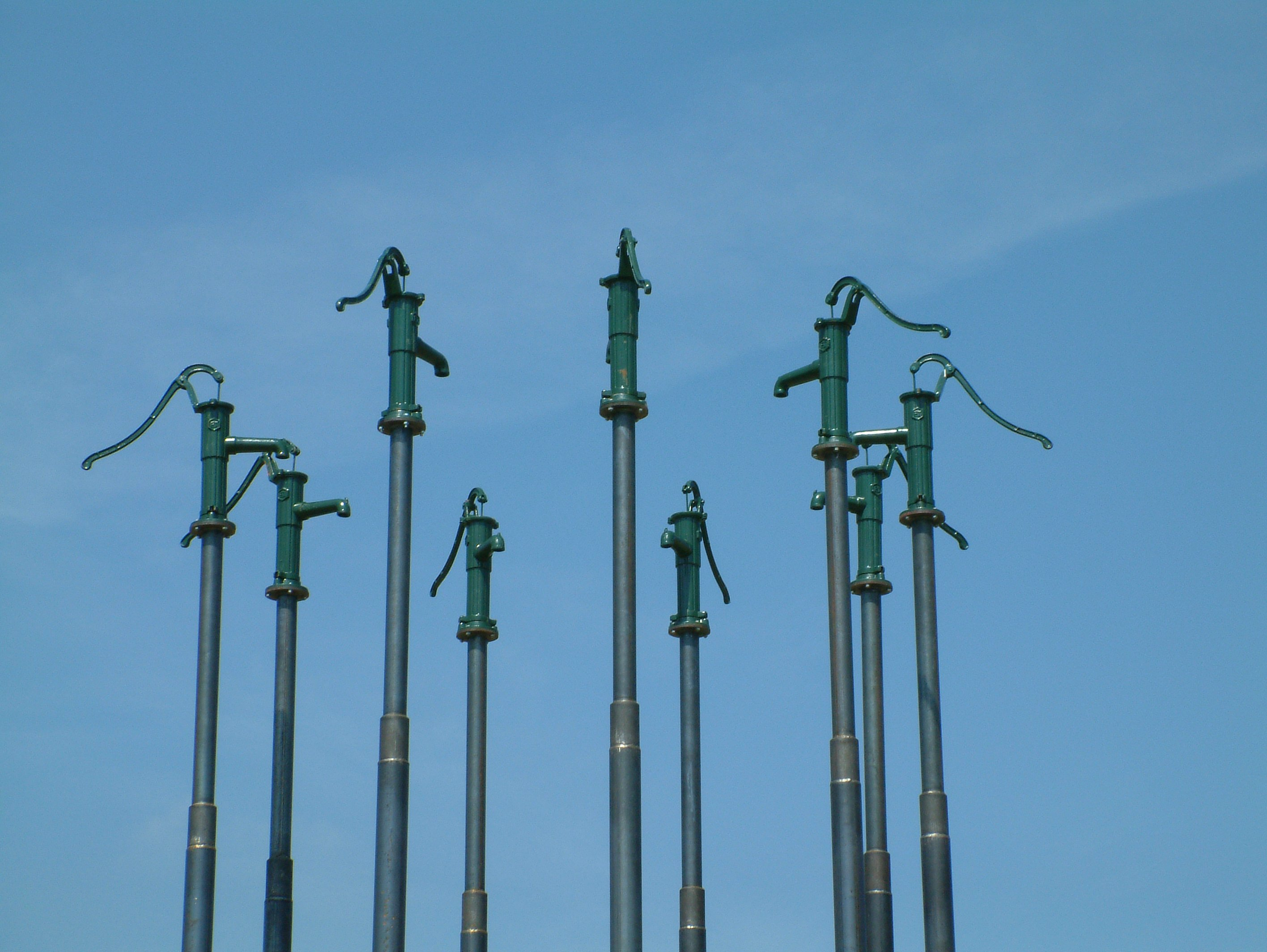
"Waterval voor de Fläming" van Wolfgang Buntrock en Frank Schulze

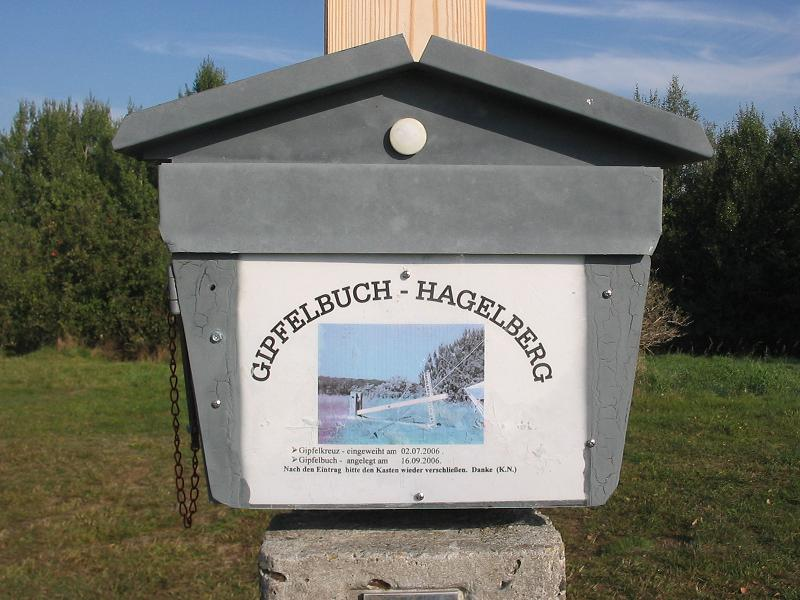
Hagelberg, Gipfelbuch

De berg is bekend van de Kolbenschlacht van 1813, waarin zowel Pruisische als Russische soldaten een Frans korps van 10.000 soldaten tot zo'n 3.000 manschappen doodden. Twee monumenten en een groot aantal informatiepanelen herinneren aan dit gevecht.

## IJstijden
De stuwing van de Fläming kwam ca. 150.000 jaar geleden als gletsjer uit de voorlaatste ijstijd, het Saalien. De Hagelberg toont diverse eindmorenes, zoals deze in oost-westrichting over de Fläming loopt. De laatste ijstijd, het Weichselien van ca 21.000 jaar geleden reikte tot de noordrand van de Fläming.

## Bezienswaardigheden
Op de berg zijn 3 bezienswaardigheden:
- de top van de berg met een vrij panorama over de hoogten van de Fläming naar het zuiden en westen en met een uitvoerige informatietafel over de Slag bij Hagelberg.
- Het oude Hagelbergmonument van 1849
- Het nieuwe Hagelbergmonument van 1955

## Sport en recreatie
Over deze berg loopt de Europese wandelroute E11. Deze route loopt vanaf Den Haag naar het oosten, op dit moment tot de grens tussen Polen en Litouwen.